# Jan Jeník
Jan Jeník, född 15 september 2000 i Nymburk, är en tjeckisk professionell ishockeyforward som är kontrakterad till Arizona Coyotes i National Hockey League (NHL) och spelar för Tucson Roadrunners i American Hockey League (AHL).
Han har tidigare spelat för HC Bílí Tygři Liberec i Extraliga; Imatran Ketterä i Mestis samt Hamilton Bulldogs i Ontario Hockey League (OHL).
Jeník draftades av Arizona Coyotes i tredje rundan i 2018 års draft som 65:e totalt.

## Statistik
| 2017–2018        | HC Bílí Tygři Liberec  | Extraliga        | 6  | 0  | 0  | 0  | 4   | — | — | — | — | — |
|                  | HC Benátky nad Jizerou | 1.chl            | 30 | 4  | 7  | 11 | 67  | — | — | — | — | — |
| 2018–2019        | HC Bílí Tygři Liberec  | Extraliga        | 10 | 0  | 2  | 2  | 16  | — | — | — | — | — |
|                  | HC Benátky nad Jizerou | 1.chl            | 13 | 1  | 5  | 6  | 12  | — | — | — | — | — |
|                  | Hamilton Bulldogs      | OHL              | 27 | 13 | 17 | 30 | 49  | 2 | 0 | 1 | 1 | 4 |
| 2019–2020        | Hamilton Bulldogs      | OHL              | 27 | 22 | 34 | 56 | 30  | — | — | — | — | — |
| 2020–2021        | Arizona Coyotes        | NHL              | 2  | 2  | 0  | 2  | 0   | — | — | — | — | — |
|                  | Tucson Roadrunners     | AHL              | 29 | 6  | 8  | 14 | 50  | 1 | 1 | 0 | 1 | 0 |
|                  | Imatran Ketterä        | Mestis           | 7  | 5  | 3  | 8  | 6   | — | — | — | — | — |
| 2021–2022        | Arizona Coyotes        | NHL              | 13 | 2  | 1  | 3  | 11  | — | — | — | — | — |
|                  | Tucson Roadrunners     | AHL              | 51 | 17 | 30 | 47 | 67  | — | — | — | — | — |
| 2022–2023        | Tucson Roadrunners     | AHL              | 18 | 3  | 7  | 10 | 40  | — | — | — | — | — |
| NHL totalt       | NHL totalt             | NHL totalt       | 15 | 4  | 1  | 5  | 11  | — | — | — | — | — |
| Extraliga totalt | Extraliga totalt       | Extraliga totalt | 16 | 0  | 2  | 2  | 20  | — | — | — | — | — |
| AHL totalt       | AHL totalt             | AHL totalt       | 98 | 26 | 45 | 71 | 157 | 1 | 1 | 0 | 1 | 0 |
| OHL totalt       | OHL totalt             | OHL totalt       | 54 | 35 | 51 | 86 | 79  | 2 | 0 | 1 | 1 | 4 |

### Internationellt
| Källa: Uppdaterad: 2022-12-08 | Källa: Uppdaterad: 2022-12-08 | Källa: Uppdaterad: 2022-12-08 |         | Utv = Utvisningsminuter | Utv = Utvisningsminuter | Utv = Utvisningsminuter | Utv = Utvisningsminuter | Utv = Utvisningsminuter |
| År                            | Lag                           | Mästerskap                    | Matcher | Mål                     | Assists                 | Poäng                   | Utv                     |                         |
| ----------------------------- | ----------------------------- | ----------------------------- | ------- | ----------------------- | ----------------------- | ----------------------- | ----------------------- | ----------------------- |
| 2017                          | Tjeckien                      | Ivan Hlinka                   | 5       | 6                       | 1                       | 7                       | 0                       |                         |
| 2018                          | Tjeckien                      | U18-VM                        | 7       | 0                       | 6                       | 6                       | 10                      |                         |
| 2019                          | Tjeckien                      | JVM                           | 3       | 0                       | 2                       | 2                       | 2                       |                         |
| 2020                          | Tjeckien                      | JVM                           | 3       | 2                       | 1                       | 3                       | 2                       |                         |
| Junior totalt                 | Junior totalt                 | Junior totalt                 | 18      | 8                       | 10                      | 18                      | 14                      |                         |